# Vista Hermosa, Guadalupe
Vista Hermosa är en ort i Mexiko.   Den ligger i kommunen Guadalupe och delstaten Puebla, i den sydöstra delen av landet, 180 km sydost om huvudstaden Mexico City. Vista Hermosa ligger 1 077 meter över havet och antalet invånare är 533.
Terrängen runt Vista Hermosa är kuperad åt sydväst, men åt nordost är den platt. Vista Hermosa ligger nere i en dal. Runt Vista Hermosa är det ganska tätbefolkat, med 58 invånare per kvadratkilometer. Närmaste större samhälle är Acatlán de Osorio, 16,7 km nordost om Vista Hermosa. I omgivningarna runt Vista Hermosa växer huvudsakligen savannskog.